# Abdoulaye Maïga (politico)
Abdoulaye Maïga (Bamako, 12 maggio 1981) è un militare e politico maliano.
È Primo ministro del Mali dal 22 novembre 2024.

## Biografia
Tenente colonnello della gendarmeria maliana, Maïga ha studiato diplomazia e diritto internazionale ad Algeri. Dopodiché, ha seguito un corsopolitiche di difesa e di sicurezza internazionale a Parigi e “ha conseguito un dottorato in sicurezza internazionale e difesa presso l'Università Jean Moulin Lyon 3 della Scuola dottorale di diritto ‘ED 492’”. Ha anche studiato diritti umani e diritto umanitario presso l'attuale Università di Parigi-Saclay di Évry. Maïga ha iniziato un dottorato in diritto commerciale. Ha scritto una tesi sulla “credibilità dell'ECOWAS” per garantire pace e sicurezza.
Maïga ha lavorato presso la Direzione per la prevenzione del terrorismo della Comunità economica degli Stati dell'Africa occidentale (ECOWAS). Ha lavorato come ufficiale di polizia per la MONUSCO (parte della missione delle Nazioni Unite nella Repubblica Democratica del Congo).
Maïga non faceva parte del gruppo di ufficiali guidati dal colonnello Assimi Goïta che ha preso il potere nel colpo di Stato dell'agosto 2020. Considerato vicino a Goïta, è diventato “la voce della politica di rottura con la Francia e i suoi alleati” dopo il secondo colpo di Stato del maggio 2021. Nel giugno 2021 è stato nominato ministro dell'Amministrazione territoriale e del Decentramento, mentre il 1º dicembre 2021 è stato nominato anche portavoce del governo.
Il 21 novembre 2024 Maïga è stato nominato dalla giunta primo ministro ad interim.